# 윌리엄 듀엘

윌리엄 듀엘(William Duell, 1923년 8월 30일 ~ 2011년 12월 22일)은 미국의 가수, 배우이다.
새러토가군에서 태어났으며 맨해튼에서 사망하였다.

## 출연 작품
- 10일 안에 남자 친구에게 차이는 법 (2003년)
- 에드 (2000년)
- 도시 탈출 (1999년)
- 라버 앤 러버 (1999, Earthly Possessions)
- 인 앤 아웃 (1997년)
- 파루카빌 (1996년)
- 래클리스 (1995년)
- 아웃 오브 더 레인 (1991년)
- 고집불통 기자 영감 (1989년)
- Elvira, Mistress of the Dark (1988)
- 유쾌한 농장 (1988년)
- 씨즈 더 데이 (1986년)
- 소펠 부인 (1984년)
- 알렉스 실종 사건 (1983년)
- 에어플레인 (1980년)
- 해피 후커 (1975년)
- 뻐꾸기 둥지 위로 날아간 새 (1975년) - 짐 세펠트 역
- 1776 (1972년)

### 텔레비전
- 총알탄 사나이 - TV 시리즈 (1982)